# Dorpowski
Dorpowski – polski herb szlachecki, odmiana herbu Leliwa.

## Opis herbu
Juliusz Karol Ostrowski blazonuje odmianę następująco:
Na tarczy ściętej w polach błękitnych w I-szym krzyż czarny równoramienny z kliniasto wciętymi końcami ramion, w II-gim – nad złotym półksiężycem srebrna gwiazda. Nad hełmem w koronie pięć piór strusich.
Według Uruskiego I pole miało być białe, gwiazda – złota, a w klejnocie miało być siedem piór strusich. Wariant ten wspominany jest także w rękopisie o szlachcie pruskiej z 1671 opracowanym przez Adama Amilkara Kosińskiego (ale nie mówi on jakiej barwy ma być górne pole).

## Najwcześniejsze wzmianki
Podług Ostrowskiego odmiana przysługiwała rodzinie Kronickich z Dorpowa w Prusach Zachodnich i na Kujawach. Uruski dodaje, że w XVI w. Andrzej Kronicki miał zaślubić Dorpowską herbu Junosza, ostatnią dziedziczkę na Dorposzu, miał wtedy wziąć jej nazwisko zachowawszy swój herb. Dorpowscy herbu Leliwa odm. (a właściwie Kroniccy) mieli być wspólnego pochodzenia z Wojanowskimi, Dąbrowskimi i Czapskimi. Podług Adama Amilkara Kosińskiego (na podstawie rękopisu o szlachcie pruskiej z 1671) Dorpowscy (von Dorpow, von Dorpau) mieli być familią pomorsko-kaszubską, a pisali się ze Skłodzewa, wsi dziedzicznej w województwie chełmińskim.

## Herbowni
Dwie rodziny herbownych:
Dorpowski (Dorpusch-Dorpowski, von Dorpow, von Dorpau) oraz Kronicki.